# 김인혜
김인혜(金鱗惠, 1962년 1월 17일 ~ )는 대한민국의 리리코 스핀토 소프라노 가수이며, 서울대학교 성악과 교수를 지냈다. 종교는 개신교(예장통합)이며, 명성교회 5부 선교 봉사에 힘쓰는 찬양대 지휘를 맡고 있다. 본관은 김녕.

## 생애
1980년에 풍문여자고등학교를 졸업하고, 서울대학교 성악과에서 학사 과정을 마쳤다. 미국으로 유학하여 줄리아드 학교에서 1988년 석사, 1993년 박사 학위를 받았다. 귀국하여 1994년부터 98년까지 숙명여자대학교에서, 1998년부터는 서울대학교에서 교수로 재직하였다. 2006년 제2회 쇼메 음악인상, 2007년 난파음악상을 수상했다. 2011년 SBS 예능 프로 스타킹에 출연했다.

### 사건
학생에 대한 상습폭행, 금품수수, 직무태만 등의 혐의를 제기한 진정서가 학생들로부터 서울대학교에 제출되었고, 학교 측은 2011년 2월 21일에 그녀를 직위해제, 2월 28일에 파면 조치하였다.